# Lifelines (Andrea Corr)
Lifelines è il secondo album in studio da solista della cantante irlandese Andrea Corr, nota anche come membro dei The Corrs. Il disco è uscito nel maggio 2011 e consiste di diverse cover.

## Tracce
1. I'll Be Seeing You (Irving Kahal, Sammy Fain) – 2:31
2. Pale Blue Eyes (Lou Reed) – 6:08
3. Blue Bayou (Roy Orbison, Joe Melson) – 2:40
4. From the Morning (Nick Drake) – 3:19
5. State of Independence (Vangelis, Jon Anderson) – 5:37
6. No 9 Dream (John Lennon) – 4:12
7. Tinseltown in the Rain (Robert Bell, Paul Buchanan) – 4:42
8. They Don't Know (Kirsty MacColl) – 3:09
9. Lifeline (Harry Nilsson) – 3:26
10. Tomorrow in Her Eyes (Ron Sexsmith) – 2:36
11. Some Things Last a Long Time (Jad Fair, Daniel Johnston) – 3:33

Tracce bonus iTunes
1. The Crystal Ship (Jim Morrison, Ray Manzarek, John Densmore, Robby Krieger) – 3:40

Tracce bonus edizione deluxe
1. You've Got a Friend (Carole King) – 4:20

## Formazione
- Andrea Corr - voce
- Kevin Armstrong - chitarre
- Justin Adams - chitarre
- Damien Dempsey - chitarra acustica
- Clare Kenny - basso
- John Reynolds - batteria, percussioni
- Brian Eno - tastiere, suoni, cori (tracce 2, 5)
- Julian Wilson - tastiere, organo
- Caroline Dale - violoncello
- James O'Grady - uilleann pipes
- Sinéad O'Connor - cori (7)